# Anthurium obtusifolium
Anthurium obtusifolium är en kallaväxtart som först beskrevs av William Townsend Aiton, och fick sitt nu gällande namn av George Don jr. Anthurium obtusifolium ingår i släktet Anthurium och familjen kallaväxter. Inga underarter finns listade.